# Echenais sejuncta
Echenais sejuncta är en fjärilsart som beskrevs av Hans Ferdinand Emil Julius Stichel 1910. Echenais sejuncta ingår i släktet Echenais och familjen Riodinidae. Inga underarter finns listade i Catalogue of Life.